# Nazdice
Nazdice je část města Votice v okrese Benešov. Nachází se na jihozápadě Votic. Prochází zde silnice II/121 a železniční trať Praha – České Budějovice. V roce 2009 zde bylo evidováno 21 adres. Nazdice leží v katastrálním území Beztahov o výměře 5,6 km².

## Historie
První písemná zmínka o vesnici pochází z roku 1322.

## Pamětihodnosti
- V obci se nachází kaple.
- Na kapli je umístěná deska na počest místních padlých občanů v první světové válce.

## Galerie

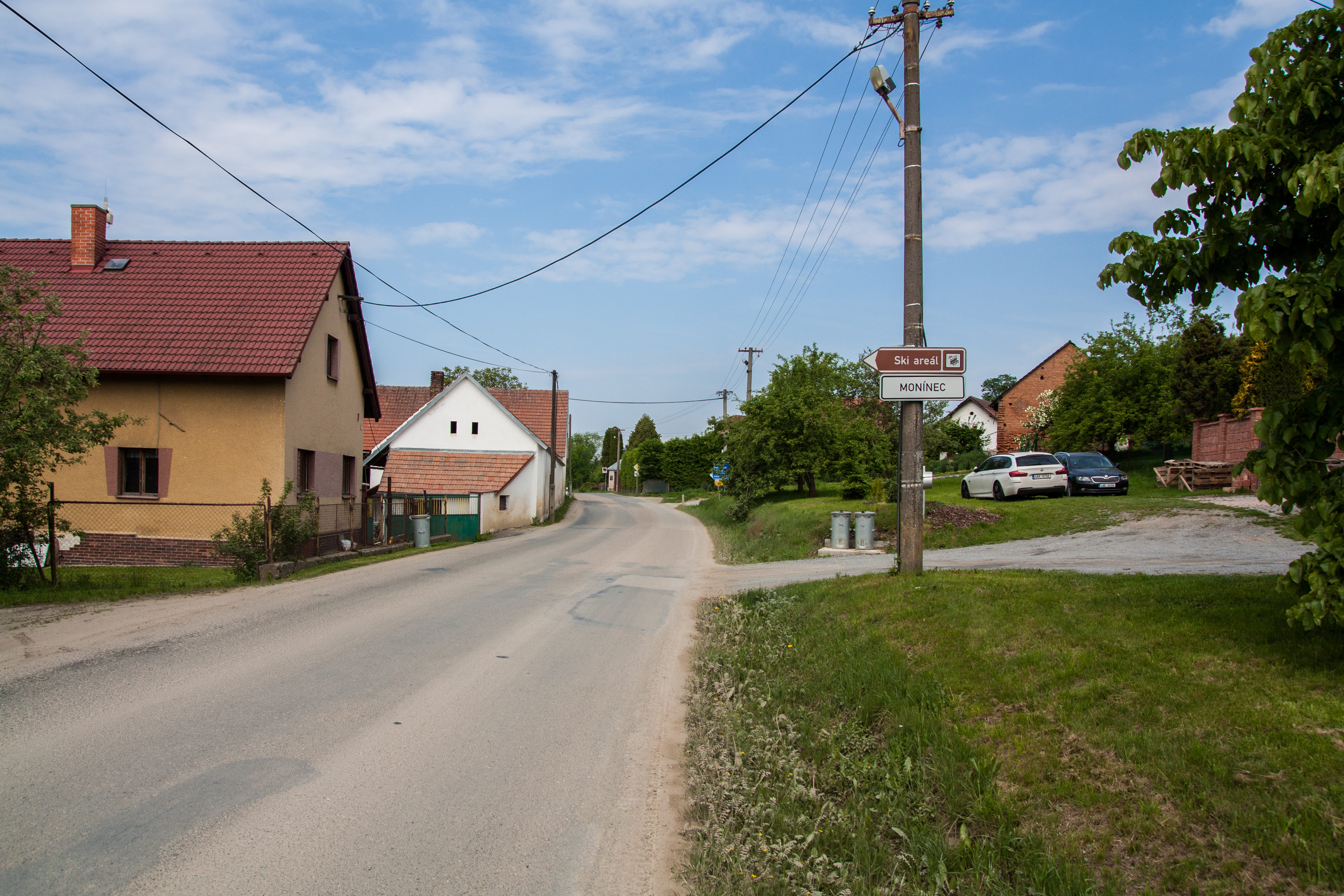
Cesta v obci (2019)
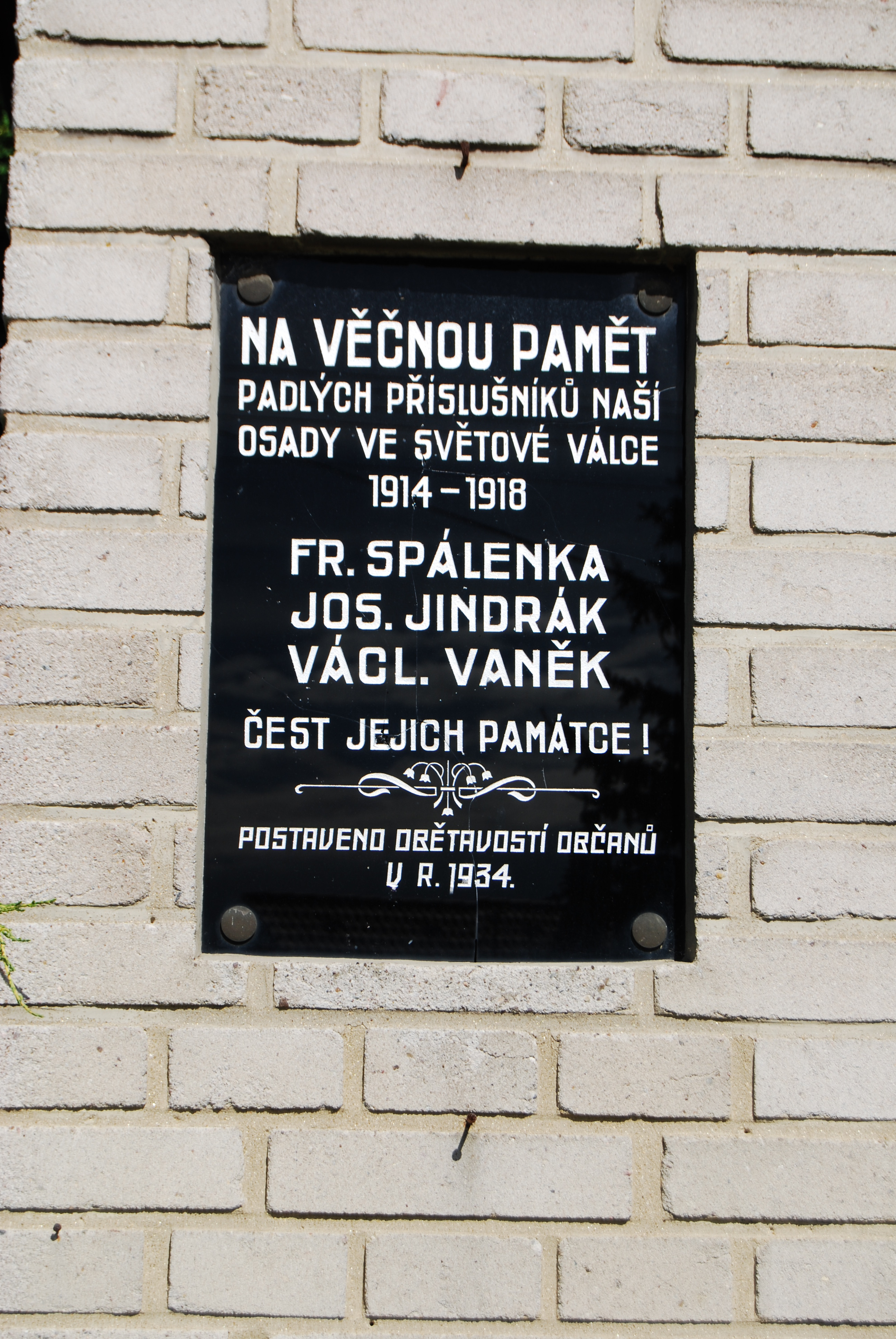
Památník padlých občanů
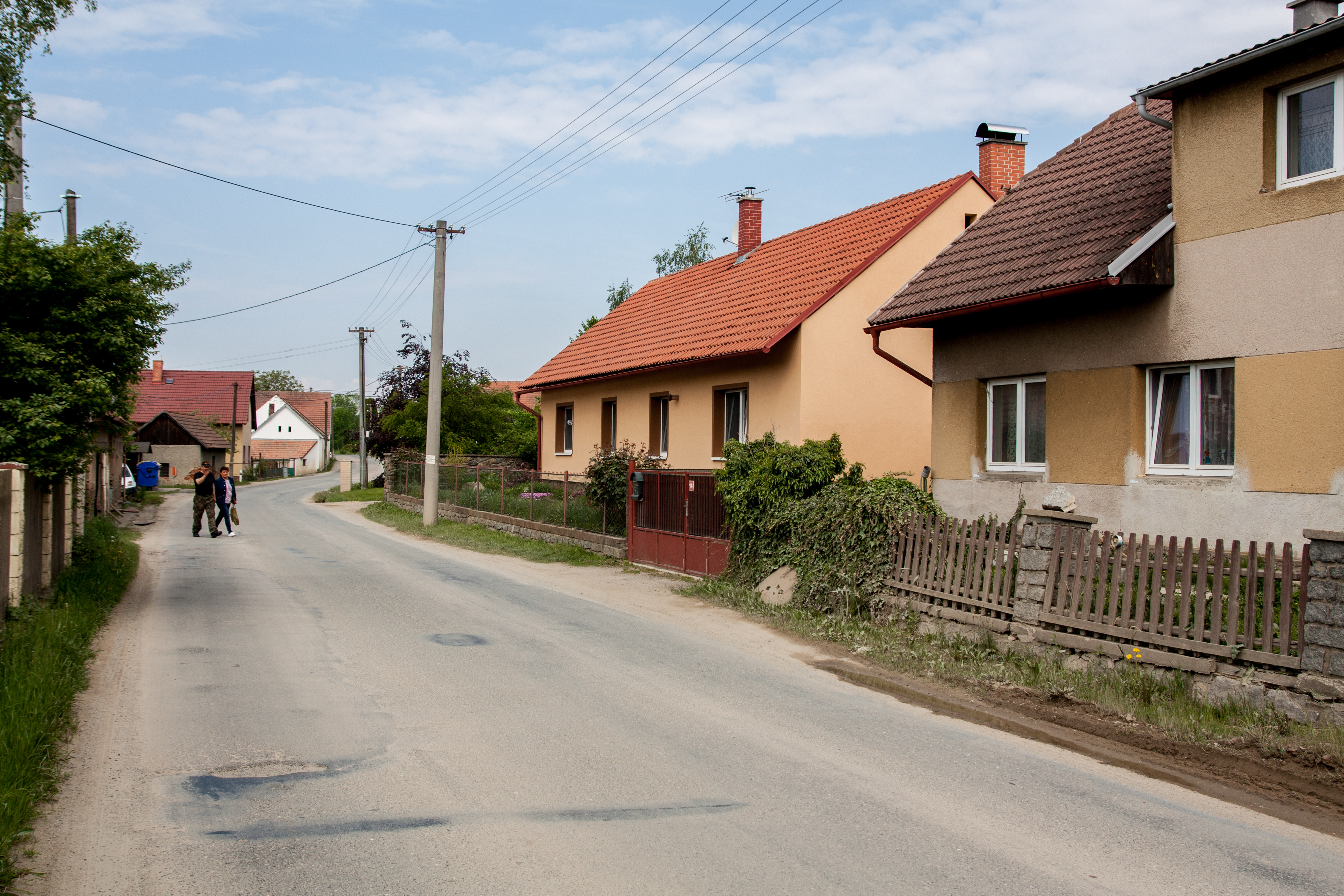
Domy (2019)
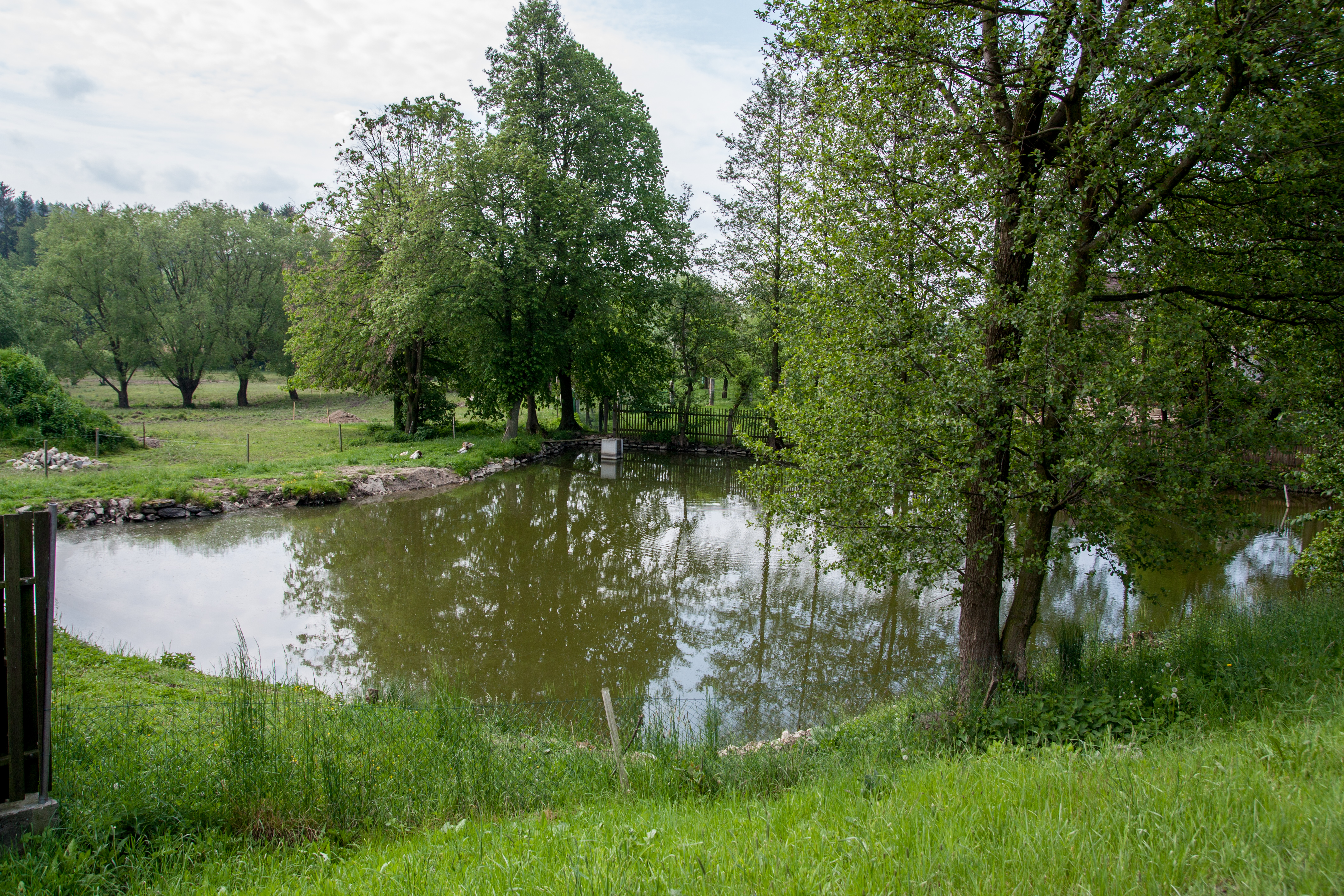
Rybník (2019)
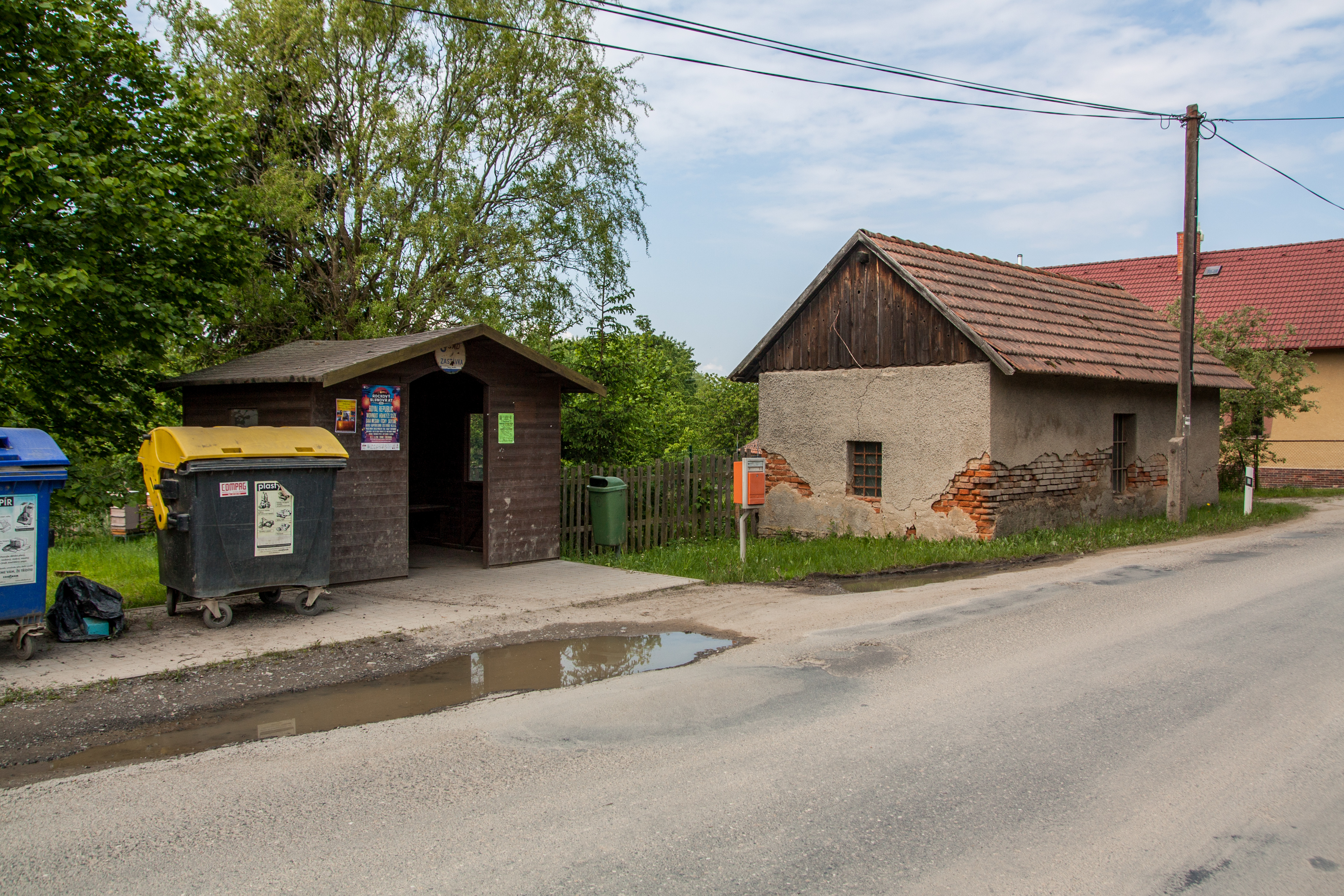
Autobusová zastávka (2019)